# Kamigata Yosuke
Yosuke Kamigata (上形洋介 Kamigata Yosuke, sinh ngày 25 tháng 9 năm 1992 ở Shinjuku, Tokyo) là một cầu thủ bóng đá người Nhật Bản thi đấu cho Tochigi SC theo dạng cho mượn từ V-Varen Nagasaki.

## Thống kê câu lạc bộ
Cập nhật đến ngày 23 tháng 2 năm 2016.
| Thành tích câu lạc bộ | Thành tích câu lạc bộ | Thành tích câu lạc bộ | Giải vô địch | Giải vô địch | Cúp                   | Cúp                   | Tổng cộng | Tổng cộng |
| Mùa giải              | Câu lạc bộ            | Giải vô địch          | Số trận      | Bàn thắng    | Số trận               | Bàn thắng             | Số trận   | Bàn thắng |
| Nhật Bản              | Nhật Bản              | Nhật Bản              | Giải vô địch | Giải vô địch | Cúp Hoàng đế Nhật Bản | Cúp Hoàng đế Nhật Bản | Tổng cộng | Tổng cộng |
| --------------------- | --------------------- | --------------------- | ------------ | ------------ | --------------------- | --------------------- | --------- | --------- |
| 2015                  | V-Varen Nagasaki      | J2 League             | 9            | 2            | 1                     | 0                     | 10        | 2         |
| Tổng cộng sự nghiệp   | Tổng cộng sự nghiệp   | Tổng cộng sự nghiệp   | 9            | 2            | 1                     | 0                     | 10        | 2         |